# Assunta Marchetti
Maria Assunta Caterina Marchetti (Camaiore, 15 de agosto de 1871 - São Paulo,  1 de julho de 1948) foi uma freira italiana da Igreja Católica, que exerceu suas atividades no Brasil, de 1895 até sua morte.
Foi beatificada na Catedral Metropolitana de São Paulo, em 25 de outubro de 2014.

## Biografia
Nascida em um pequena aldeia na Itália, chamada Lombrici di Camaiore, na província italiana de Lucca, terceira filha de Angelo Marchetti e Carolina Ghilarducci, recebeu o nome de Assunta por ter nascido no dia em que a Igreja Católica celebra a Assunção de Nossa Senhora — quando Maria, Mãe de Deus, foi elevada aos céus.
Desde jovem, Assunta sentia o desejo de tornar-se irmã de clausura. Seu ingresso na vida contemplativa, porém, foi adiado por questões familiares, até o ano de 1895.

### Infância
Os primeiros nove anos da vida de Assunta foram passados em Lombrici da Camaiore, no moinho administrado por seu pai. Este ambiente, imerso na natureza e no silêncio, contribuiu para a formação de sua personalidade, incentivando a profundidade de pensamento e sentimento, a tenacidade e uma concepção positiva da vida. Sua família era vista como positiva, honesta e praticante de valores cristãos, transmitindo o amor à vida, o sentido do dever, a confiança em Deus e a solidariedade.
A primeira catequista de Assunta foi sua própria mãe, Carola, que era uma pessoa piedosa. Assunta frequentou uma escola cuja diretora, a religiosa Irmã Giuliana Lenci, era sua tia, irmã de sua avó materna. Nesta escola para meninas pobres, Assunta recebeu os primeiros elementos de conhecimento humano e cristão. Apesar de ter viva inteligência, ela precisou interromper seus estudos cedo para ajudar a mãe, que tinha saúde precária, a criar os irmãos mais novos.
Assunta foi batizada em 16 de agosto de 1871, na igreja paroquial de Santa Maria Assunta de Camaiore, a qual deu seu nome. Recebeu a Crisma em Viareggio, em 26 de setembro de 1876, aos cinco anos de idade, na paróquia de Santo Antonio de Padova. A escolha de Viareggio para a Crisma, onde sua tia-avó, Irmã Giuliana, tinha uma obra florescente, sugere uma ligação contínua com a família materna naquela cidade.
Em 1883, aos doze anos, fez sua Primeira Comunhão, um evento significativo que aumentou seu amor por Jesus Eucarístico e aprofundou seu chamado à vida religiosa. Na família, Assunta era conhecida como "a freirinha".
Quando estava com nove anos de idade, em 1880, a família de Assunta se mudou de Lombrici para La Fabbrica, na zona de São Lázaro, em Camaiore. Essa mudança, embora modesta, foi sua primeira experiência de emigrar. Na casa de La Fabbrica, que incluía o moinho administrado pelo pai, Assunta assumiu responsabilidades crescentes. Durante sua adolescência, demonstrou grande energia, ajudando a mãe nos trabalhos domésticos e, muitas vezes à noite, substituindo o pai e o irmão mais velho, José, no trabalho do moinho. Desde cedo, ela se dedicava aos outros, aceitando a pobreza da família e demonstrando ser piedosa, simples e trabalhadora. Esses anos de trabalho árduo e dedicação moldaram seu caráter para a futura vida missionária.

### Colaboração com o irmão
Em 1894, o padre José Marchetti, irmão de Assunta, chegou ao Brasil, vindo de Gênova juntamente com mil e quinhentos emigrantes italianos que buscavam uma vida melhor na América. Durante a viagem, a morte de uma jovem mãe e seu pedido para que ele cuidasse de seu filho e marido selaram sua decisão de dedicar sua vida aos emigrantes e seus órfãos. Depois de deixar o menino temporariamente sob custódia no Rio de Janeiro, foi a São Paulo, destino da maioria dos emigrantes, para fundar um orfanato para órfãos italianos. Com a ajuda do conde José Vicente de Azevedo, conseguiu um terreno no Alto do Ipiranga, para o Orfanato Cristóvão Colombo, e outro em Vila Prudente, para uma seção feminina.
Ao término do verão de 1895, José Marchetti retorna à Itália. Entre as ideias que tem em mente está convencer sua mãe e sua irmã Assunta a acompanhá-lo de volta a São Paulo, para juntos cuidarem dos órfãos que viessem bater à porta do orfanato, que àquela altura já se encontrava praticamente terminado. Assunta se mostra inicialmente relutante em aceitar o convite do irmão, que então a leva até um quadro do Sagrado Coração de Jesus, e questiona se a irmã pode negar o pedido de Jesus para cuidar dos órfãos. Diante da imagem, ele acaba convencendo-a a prometer que irá ao Brasil para ajudar em sua obra.
Em 25 de outubro daquele ano, Assunta e sua mãe a fazerem votos temporários como "servas dos órfãos e dos abandonados", durante uma missa celebrada pelo bispo de Placência, São João Batista Scalabrini. A família então parte de Gênova, no navio Fortunata Raggio, em 27 de outubro, e chegam a São Paulo em 20 de novembro daquele mesmo ano, passando a cuidar juntos dos órfãos.
Assunta e seu irmão se dedicaram aos cuidados dos órfãos, realizando diversos gestos de caridade. No orfanato feminino, localizado no bairro da Vila Prudente, onde ela viveu a maior parte do tempo, até sua morte, Assunta também assistia aos doentes, idosos e demais pessoas necessitadas.
A jovem religiosa, habituada a servir, não media esforços para ser mãe carinhosa, enfermeira e catequista daqueles pequenos que a Providência fazia chegar ao Orfanato Cristóvão Colombo, Ipiranga, São Paulo, pelas mãos do irmão, padre José, que partiu, prematuramente, para a casa do Pai. Aos poucos Assunta assumiu a direção do jovem Instituto e, com suas coirmãs, continuava o serviço no Orfanato com tudo o que isto comportava: alimentação, saúde, educação, dívidas!
O estilo de vida era simples, serviçal e a santidade que expressavam em sua missão atraíram muitas jovens, a quem Deus tinha dado o dom da vocação religiosa. Assim, a Congregação cresceu e se expandiu no Brasil e fora dele, expressando a caridade evangélica entre os migrantes.
Madre Assunta, migrante desde o início de sua vida de religiosa consagrada, continuou sua migração no Brasil, servindo em diversas cidades de São Paulo e no Rio Grande do Sul.
Quando trabalhava nos hospitais, tinha pouco tempo para o descanso, pois os doentes a queriam por perto, seja para curar-lhes as feridas, seja para ouvirem dela uma palavra de sabedoria. Sabia prolongar os momentos de oração com o serviço desinteressado aos necessitados, que não lhe faltavam. Tinha a convicção profunda de que “Deus nos ama,por isto nos visita com suas cruzes”. Atenta em fazer a santa vontade de Deus, quis estender este ideal a toda Congregação, afirmando: “O lema de nossa Congregação é fazer a vontade de Deus!”
Era de caráter forte, mas aprendeu a dominar-se e a tratar a todos, especialmente aos mais pequenos, com ternura de mãe. Era  moderada no comer, pobre no vestir, buscando sempre fazer os trabalhos mais difíceis para beneficiar as coirmãs.
Assunta Marchetti faleceu em 1º de julho de 1948, às 15h, no Orfanato do Ipiranga, na Vila Prudente. Recebeu os últimos sacramentos, e suas últimas palavras foram em resposta à pergunta se queria comungar: "Se a Superiora quiser...". Faleceu pacificamente, deixando um "vazio no Orfanato, na Congregação e no mundo". Foi sepultada no Cemitério da Consolação, em São Paulo, ao lado de seu irmão José, e de sua mãe. Carola. Seus restos mortais foram posteriormente trasladados para a capela do Orfanato de Vila Prudente, em 29 de julho de 1991.

## Beatificação
Em 24 de novembro de 2014, Madre Assunta Marchetti foi beatificada na Catedral Metropolitana de São Paulo, depois que o Vaticano reconheceu um milagre ocorrido em Porto Alegre, em 1994.
Heráclides Teixeira Filho, um engenheiro internado no Hospital Mãe de Deus, em Porto Alegre, havia sofrido algumas paradas cardíacas — uma delas se prolongando por mais de 15 minutos —, fazendo com que a equipe médica considerasse a possibilidade de sequelas, devido à falta de oxigenação no cérebro. A presidente do hospital, Madre Alice Milani, reuniu as irmãs da entidade, para que, juntas, rogassem pela intercessão de Madre Assunta para a cura do paciente, o que também fizeram a esposa de Heráclides e os enfermeiros. Inexplicavelmente, o engenheiro começou a reagir e se recuperou, vivendo sem sequelas por mais 18 anos, quando veio a falecer.
No dia 19 de dezembro de 2011 aconteceu a promulgação do Decreto das Virtudes Heroicas de Madre Assunta Marchetti, virtudes estas reconhecidas pelo Papa Bento XVI. Em 09 de fevereiro de 2012, o milagre atribuído à Assunta foi reconhecido pela equipe de médicos do Dicastério para as Causas dos Santos, resultando na autorização do decreto de beatificação, em 9 de outubro de 2013, pelo Papa Francisco, que, em sua carta apostólica, a definiu como "testemunha da caridade de Cristo para com os migrantes e órfãos, dos quais foi 'mãe' terna".

## Capela
Onde antes era o Orfanato Cristóvão Colombo hoje é a Casa Madre Assunta, casa de acolhida dos migrantes e local onde é realizado o projeto com crianças, "Projeto Conviver". 
Na Casa é conservada a urna da Bem-aventurada Assunta Marchetti e o Memorial. A Casa Madre Assunta está localizada na Rua do Orfanato 883, Vila Prudente - 03131-010 -São Paulo - Sp.